# ТЭЦ ITPOK
ТЭЦ ITPOK — теплоэлектроцентраль в центральной части Польши в городе Познань.
В 2016 году в Познани был введен в эксплуатацию мусоросжигательный завод ITPOK (Instalacji Termicznego Przekształcania Odpadów Komunalnych). Он рассчитан на переработку 210 тысяч тонн бытовых отходов в год, при этом их пригодная для сжигания часть используется для получения тепловой и электрической энергии.
Завод оснащен двумя котлами, которые питают одну паровую турбину мощностью 18 МВт с проектной годовой выработкой 128 млн кВт-ч.
Проект был реализован французской энергетической корпорацией Gdf Suez, которая после 25 лет эксплуатации должна передать ТЭЦ в собственность городской общине.